# José Manuel Saravia (intendente)
José Manuel Saravia (Atamisqui, 1868 - Córdoba, 1917) fue un ingeniero y político argentino, intendente municipal de la ciudad de Córdoba entre 1907 y 1908.

## Biografía
Nació en Atamisqui, provincia de Santiago del Estero, el 11 de marzo de 1868. Sus padres fueron Pedro Antonio Saravia y Marta Castellanos.
Se trasladó a la ciudad de Córdoba, donde estudió la carrera de ingeniería civil en la Universidad Nacional. Desde 1896 y durante el resto de su vida fue académico de la Facultad de Ciencias Exactas, Físicas y Naturales, siendo también catedrático de hidráulica general y decano de la Facultad de Ingeniería. Además, integró el Consejo Superior de la universidad.
En el ámbito político ocupó bancas en la legislatura provincial siendo senador en diferentes oportunidades. Fue también jefe de la sección de puentes y caminos de Córdoba. En 1907 fue elegido intendente municipal de la ciudad capital y asumió el cargo el 17 de junio de aquél año. Durante su intendencia se incorporaron los adoquines de madera en las calles cordobesas. 
El intendente Saravia tuvo la oposición frontal de los comerciantes agrupados en la Bolsa de Comercio local. Este conflicto se agravó a raíz de la suba de los impuestos dispuesta por la municipalidad. Los comerciantes elevaron cuestionamientos hacia la gestión de Saravia tanto al gobierno provincial como al nacional. Como producto de estas tensiones se conformó una agrupación política opositora al PAN en la ciudad de Córdoba: el Comité del Comercio. Incluso se llegó a cuestionar la legitimidad de la elección de concejales de 1907.   
Con el agravamiento de la situación política el gobierno provincial retiró su apoyo a Saravia, sugiriendo que su salida del cargo permitiría que el conflicto no siguiera escalando. El intendente presentó su renuncia en marzo de 1908. Al dimitir también la mayoría de los concejales, la provincia declaró el estado de acefalía comunal, y se resolvió la formación de una comisión administradora, compuesta principalmente por miembros del Comité del Comercio.
Saravia falleció en Córdoba el 21 de abril de 1917, a los 49 años.